# Otoporpa polystriata
Otoporpa polystriata är en nässeldjursart som beskrevs av Hsu och Chang 1978. Otoporpa polystriata ingår i släktet Otoporpa och familjen Aeginidae. Inga underarter finns listade i Catalogue of Life.